# Ana-Maria Crnogorčević
Ana-Maria Crnogorčević (Steffisburg, Bern kanton, 1990. október 3. –) svájci női válogatott labdarúgó. Az FC Barcelona minden poszton bevethető játékosa.

## Pályafutása

### Klubcsapatokban
Négy Bajnokok Ligája döntőnek lehetett részese. A 2014–15-ös és a 2020–21-es sorozatot megnyerte aktuális csapataival (1. FFC Frankfurt, Barcelona), két döntőn viszont elbukott a katalán együttes színeiben.

### A válogatottban
Svédország válogatottja ellen debütált a felnőttek között 2009. augusztus 12-én.
Hazája színeiben részt vett a 2015-ös világbajnokságon, és a 2017-es Európa-bajnokságon. Mindkét rendezvényen gólt szerzett, az előbbin Kamerun ellen talált be, míg az utóbbin a franciák hálóját zörgette meg.
A 2022-es kontinensviadalon Svájc mindhárom csoportmérkőzésén csapata egyik meghatározó játékosaként lépett pályára, a Hollandia elleni találkozó 49. percében 1–0-ás svájci vezetésnél öngólt vétett.

## Sikerei

### Klubcsapatokban
Spanyol bajnok (3):
- Barcelona (3): 2019–20, 2020–21, 2021–22

 Spanyol kupagyőztes (3):
- Barcelona (3): 2020, 2021, 2022

 Spanyol szuperkupa-győztes (2):
- Barcelona (2): 2020, 2022

 Copa Catalunya győztes (1):
- Barcelona (1): 2019

 Német kupagyőztes (1):
- 1. FFC Frankfurt (1): 2014

 Svájci kupagyőztes (1):
- FC Thun (1): 2009

Bajnokok Ligája győztes (3):
- Barcelona (2): 2020–21, 2022–23
- 1. FFC Frankfurt (1): 2014–15

Bajnokok Ligája döntős (2):
- Barcelona (2): 2018–19, 2021–22

### A válogatottban
Svájc
- Ciprus-kupa győztes: 2017

### Egyéni
Svájci gólkirálynő (1): 2009 – (24  gól)